# Banys del Remei
Banys del Remei és una obra romana enderrocada de Caldes de Montbui (Vallès Oriental) que està inclosa a l'Inventari del Patrimoni Arquitectònic de Catalunya.

## Descripció
És un edifici de línia neoclàssica que fèia cantonada. Constava de baixos i tres plantes. Tenia instal·lació de banys, i fou enderrocat en construir una plaça.
Està situat a la Plaça de la Font del Lleó, al costat de les antigues termes romanes. Fou edificat al voltant del 1880 i enderrocat en reconstruir la Plaça Major. Aquests banys, anomenats també Alrich o del Remei o " Can Tàrrga" van funcionar fins a mitjans dels anys 20.